# Musical Instrument Digital Interface

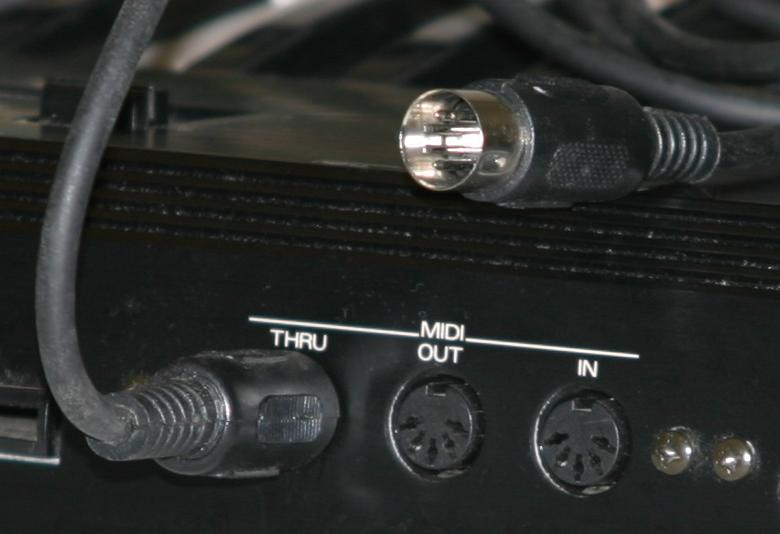
MIDI-gränssnittets fysiska form.

Musical Instrument Digital Interface, vanligen kallat MIDI, är ett seriellt elektroniskt gränssnitt ämnat för musikbruk. De flesta digitala synthesizrar och andra keyboards byggda efter 1984 nyttjar MIDI som ett sätt att kommunicera med datorer, andra keyboards, trummaskiner, sequencers, ljudmoduler och kringutrustning. MIDI-protokollet överför inte ljud utan endast meddelanden om vilka instrument och toner som skall spelas eller förändras. MIDI-protokollets meddelanden var ursprungligen avsedda att överföras över en speciell seriell MIDI-port, som flertalet digitala musikinstrument och vissa datorer, till exempel Atari ST, är försedda med sedan 1980-talet, men kan idag även överföras över andra fysiska gränssnitt som har kommit att komplettera eller ersätta MIDI-gränssnittet i moderna keyboards, exempelvis EIA-232 (seriella porten på en x86-PC eller Macintosh) eller USB. Möjlighet finns även att överföra meddelandena över längre avstånd via Internet (RTP-MIDI-protokollet över UDP över IP, som i sin tur kan överföras över till exempel Ethernet, Wi-Fi eller modem).
MIDI är också ett filformat som beskriver musikens sekventiella innehåll. Till skillnad från till exempel mp3-formatet innehåller det inte inspelade ljud, utan kan liknas vid informationen i ett notpartitur eller pappersrullen i ett självspelande piano, som beskriver när vilket instrument ska spela vilken ton eller förändra tonen. Utökningen General MIDI, som kom 1991, och General MIDI Level 2, som introducerades 1999, beskriver bibliotek med enkla standardljudklanger som idag finns i de flesta keyboards och datorers ljudkort och "softsyntar" på marknaden. Om en MIDI-fil enbart utnyttjar klanger i detta bibliotek låter musiken ungefär lika på alla datorer och keyboards.
MIDI-filen presenteras ofta som en symbolisk Pianorulle som rullar medan musiken spelas i en sequenser eller Digital Audio Workstation (DAW.)

## Historia
MIDI-standarden föreslogs av Dave Smith 1981 i en artikel till Audio Engineering Society och MIDI Specification 1.0 publicerades i augusti 1983. MIDI Manufacturers Association (MMA) i Los Angeles, USA, och the MIDI Committee of the Association of Musical Electronic Industry (AMEI) i Tokyo, Japan har skött den vidare utvecklingen av formatet. MIDI har även funnits användbart för tidsmässig synkronisering av bandspelare, datorer och ljuskontrollutrustning. En MIDI-fil har alltid ändelsen .mid såvida den inte används av ett musik- eller notskrivningsprogram som då ofta har sitt eget format.

## Protokollet

Tonernas motsvarande MIDI-nummer.

MIDI kan styra 16 samtidiga instrument, eller annan utrustning, per MIDI-buss och kontrollerar instrument genom att skicka olika 8-bitarskoder. Några exempel på sådana koder är:
- Note On innehåller information om hur hårt tangenten trycks ner och vilken ton tangenten spelar.
- Note Off avslutar toner som Note On startat, om hur fort tangenten släpps upp och vilken ton det gäller.
- Control Change innehåller information om parametrar som förändras hos instrumentet.
- Pitchbend innehåller information om förändring av tonhöjden.

## Gränssnittet
MIDI-porten är en asynkron seriell databuss i full duplex liknande EIA-232. Som kontakt används en 5-polig DIN-kontakt. MIDI-porten använder optokopplare för att eliminera jordslingor och på så sätt undvika brum och andra elektromagnetisk interferens. MIDI-porten skickar information som strömnivåer[källa behövs] över en kabel. Ström används istället för spänning för att övervinna dåliga kablar och längre avstånd då en spänning skulle sjunka på grund av resistanser. 
Standardhastigheten för MIDI-porten är 31 250 bit/s och varje informationspaket skickas med 3 byte samt en start- och stoppbit för varje byte.